# Carrigaline
Carrigaline (Carraig Uí Leighin en irlandés, ‘roca de los leones’) es un pueblo desarrollado a partir de una única calle principal (o sráidbhaile) en el Condado de Cork, Irlanda. Se encuentra a 12 km de Cork, a la que se llega en pocos minutos por la carretera R611, la cual atraviesa la localidad, y también por la N28.

## Geografía
El río Owenabue (a veces llamado Owenboy en los mapas) fluye atravesando el pueblo.

## Demografía
La población del pueblo y sus alrededores se ha incrementado exponencialmente desde 1970, cuando se convirtió de facto en una de las zonas de crecimiento del extrarradio de Cork. Ese crecimiento se ha llevado a cabo por la construcción masiva de viviendas adosadas, atrayendo a gran número de matrimonios jóvenes. Las últimas estimaciones del censo, elevan la población a más de 16 000 habitantes, con un crecimiento de casi mil personas al año. Por ello, el pueblo está empezando a asumir su papel de ciudad a pesar de no contar con un ayuntamiento propio y sigue bajo la jurisdicción de Cork.
Otro dato interesante es que Carrigaline cuenta con la segunda población de extranjeros más grande del condado, por detrás solo de Midleton. La cifra total asciende a 900 personas, principalmente procedentes de la Europa del Este y de Asia.

## Transporte y comunicaciones
- Recientemente se ha construido una carretera de circunvalación al Este del pueblo para descongestionar la calle principal. Actualmente hay en ejecución una carretera similar al Oeste, cuya construcción empezó en el año 2006. El objetivo es facilitar el desarrollo de la ciudad para poder convertirse en una ciudad de pleno derecho. También hay en proyecto una mejora de la carretera R611 que la conecta con Cork.
- Carrigaline tiene el porcentaje más alto de habitantes de toda Irlanda que se desplaza en coche al trabajo(74 %).[1]
- El aeropuerto más cercano es el Aeropuerto Internacional de Cork.

## Medios de comunicación
El periódico semanal Carrigdhoun Weekly newspaper se publica aquí.

## Economía
El pueblo tiene una industria de alfarería conocida mundialmente en la calle principal. El resto de la actividad económica se ha basado tradicionalmente en pequeñas explotaciones agrícolas, pero actualmente el sector servicios es la ocupación mayoritaria de la población, dada su conversión en ciudad dormitorio.

## Ciudades hermanadas
Francia: Guidel, Bretaña

## Deporte
Los clubes locales incluyen:
- Carrigaline G.A.A Club
- Carrigaline United F.C
- Carrigaline Rugby Club
- Carrigaline Tennis Club
- Carrigaline Basketball Club
- Fernhill Golf and Country Club.